# كيفيسوس

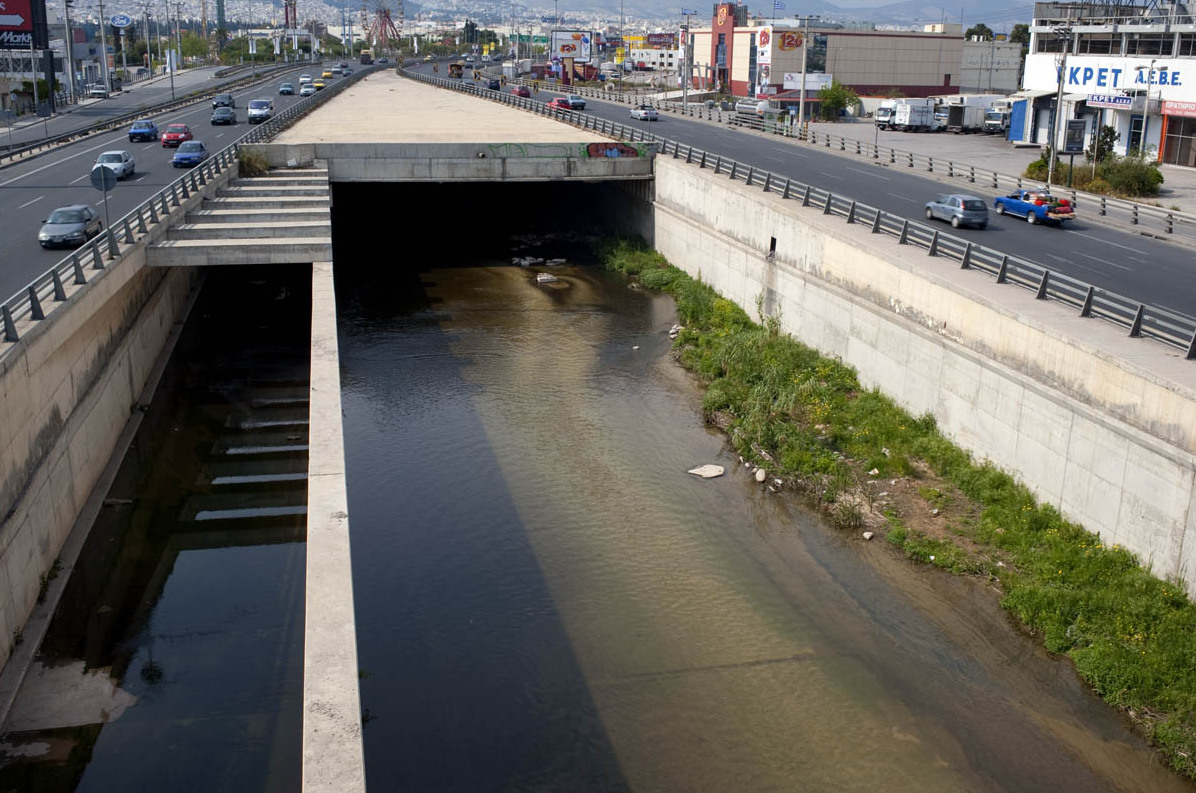
منظر مطل على نهر كيفيسوس من أعلى - من فوق جسر على طريق أثينا-لمياء السريع.

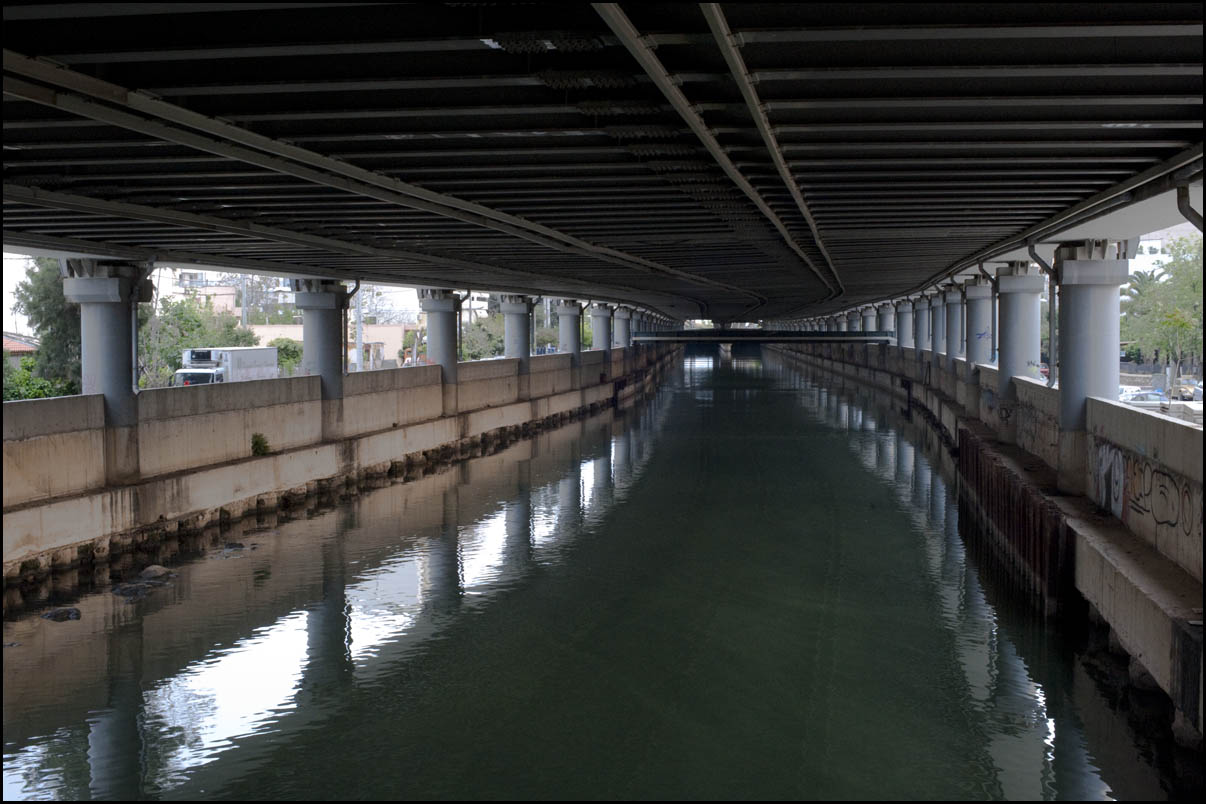
منظر لمجرى نهر كيفيسوس تحت طريق أثينا-لمياء السريع.

كيفيسوس (باليونانية: Κηφισός; Κηφισσός)‏ هو نهر يتدفق عبر السهل الأثيني (السهل الذي تقع فيه أثينا). ويقع النهر في الجزء الغربي من الوادي وينبع من جبل بارنيثا ويمر خلال أثينا جنوباً حتى يصب في جُون فاليرو (جزء من خليج سارونيك). وهو نهر من الأنهار الموسمية؛ فكان عبارة عن جدول خلال مواسم الجفاف، بينما في فترات الأمطار الشديدة يفيض ويتحول إلى سيول ينتج عنها فيضانات في كثير من الأحيان.
قبل منتصف القرن العشرين، كان النهر يمتد جنوباً من جبل بارنيثا ليلتقى بنهر إليسوس، فيجتمعان في مجرى واحد يتجه جنوباً إلى الخلبج. ولكن تم تعديل مجرى نهر إليسوس في الوقت الحاضر حيث تم إنشاء مصب جديد له على جُون فاليرو. وتمت تغطية كلا النهرين وأصبحا يتدفقان في أغلب المسار في قنوات تحت الأرض.
اليوم أغلب النهر يتدفق بالقرب من الطريق الحر السريع التي يربط أثينا وثيسالونيكي، ويقع شرق جبال بارنيثا وأيغاليو. في الجزء الجنوبي، يتدفق النهر لمسافة 15 كم تحت الطريق السريع المسمى شارع كيفيسو (ولكن في الأصل يقع النهر في منتصف الطريق).

## أصل الاسم
و يرجع اسم النهر إلى شخصية ذكرت في كتاب أثرى«بيبليوتيكا» أو «المكتبة» عن الأساطير والبطولات اليونانية، حيث تظهر الفقرة (3.15.1) أن زوجة الملك ايريشثيوس القديم، براكسيثيا، كانت ابنة فراسيموس (غير معروف بخلاف ذلك الاسم لنا) من ديوجينيا (غير معروفه بخلاف ذلك الاسم لنا) ابنة كيفيسوس. 

## شارع كيفيسو الحر السريع
بعد دورة الألعاب الأولمبية عام 2004، أصبح شارع كيفيسو الحر السريع، المكون الآن من ثلاث إلى أربع حارات، يمر لمسافة 15 كم فوق النهر بسبب عدم وجود مساحة لمساكن جديدة في منطقة أثينا. وهو أيضاً سوف يربط الطريق بيرايوس، من الضواحي الشمالية ومجتمعات الضواحي الجنوبية لأثينا من فاركيزا إلى فاليرو. وهذا سوف يخفف من التكدس المرورى في شوارع وسط البلد في أثينا.

### نبذة تاريخية
بدأ البناء في عام 1995 بتدمير أربعة من الجسور من أجل التوسيع. واستمر العمل لما يقرب من ثماني سنوات. ومع هذا، أدت الأمطار الغزيرة والفيضانات لتأخر العمل على النهر (الأسبوع الأول من أغسطس 1997) والتي سببت انجراف لشاحنة اسمنت مع التيار. في عام 1999، في إعادة الإعمار جيفريس تريز، (الجسور الثلاثة)، كان يجري إصلاحهم من أجل عملية التوسيع.
في مراحل لاحقة من البناء، تم مد الطريق السريع الحر الجديد إلى قرب شارع بيرايوس عندما أخرت الأمطار الغزيرة العمليات الانشائية في منتصف وأواخر عام 2002، مرة في منتصف يوليو، ونحو ثلاث مرات في سبتمبر. وحدث أيضاً فيضان.وجري وضع بوابات على النهر لمنع الفيضانات. وكان هذا هو عام الأمطار الغزيرة.